# Принстон (Илиноис)
Принстон (енгл. Princeton) град је у америчкој савезној држави Илиноис. По попису становништва из 2010. у њему је живело 7.660 становника.

## Демографија
Према попису становништва из 2010. у граду је живело 7.660 становника, што је 159 (2,1%) становника више него 2000. године.
| Група             | 2000.         | 2010.         |
| Белци             | 7.280 (97,1%) | 7.256 (94,7%) |
| Афроамериканци    | 29 (0,4%)     | 43 (0,6%)     |
| Азијати           | 47 (0,6%)     | 71 (0,9%)     |
| Хиспаноамериканци | 93 (1,2%)     | 203 (2,7%)    |
| Укупно            | 7.501         | 7.660         |